# جوناثان جونسون
جوناثان جونسون (بالإنجليزية: Jonathan Johnson)‏ هو لاعب كرة قاعدة أمريكي، ولد في 16 يوليو 1974 في لاغرانغ في الولايات المتحدة.

## وصلات خارجية
- جوناثان جونسون على موقعبيزبول رفرنس.كوم (الدوري الرئيسي) (الإنجليزية)
- جوناثان جونسون على موقعبيزبول رفرنس.كوم (الدوري الثانوي) (الإنجليزية)